# Roman Stary
Roman Stary (* 18. Dezember 1973 in Wien) ist ein ehemaliger österreichischer Fußballspieler und nunmehriger -trainer.

## Karriere

### Als Spieler
Stary begann seine Karriere beim SK Rapid Wien. Seine erste Profistation war der Grazer AK, von wo er zum SR Donaufeld wechselte. Nach zwei Jahren ging er zum ASK Kottingbrunn, wo er aber nur fünf Monate spielte. Im Januar 1998 wechselte er zum TSV Hartberg. Nach einem halben Jahr ging er zurück nach Wien und wurde im folgenden Jahr bei der Vienna Torschützenkönig in der zweiten Liga. Von 1999 bis 2000 spielte er beim FK Austria Wien. 2000 wechselte er dann zum FC Kärnten, mit dem er als Kapitän in der Saison 2000/01 den Aufstieg in die Bundesliga schaffte und österreichischer Cupsieger wurde. Zwei Jahre später unterschrieb er beim FC Wacker Tirol, kehrte aber nach einem Jahr wieder zum FC Kärnten zurück. Im Sommer 2006 beendete er seine aktive Fußballkarriere.

### Als Trainer
Nach seinem Karriereende wurde Stary im Sommer 2006 Trainer in der Kärntner Akademie. Zur Saison 2009/10 wurde er Co-Trainer beim Bundesligisten SK Austria Kärnten. Die Kärntner Austria stieg allerdings zu Saisonende aus der Bundesliga ab und löste sich kurz darauf auf, woraufhin er wieder in die Akademie zurückkehrte. Im Sommer 2013 übernahm er den Co-Trainer-Posten bei der österreichischen U-19-Auswahl, den er bis Juli 2014 innehatte. Parallel dazu wurde er im Februar 2014 Trainer in der Akademie des FK Austria Wien. Zwischen Jänner 2015 und Juni 2015 war er zudem Co bei Österreichs U-20-Team. Nach vier Jahren in der Akademie von Austria Wien rückte er im Februar 2018 in die Profimannschaft auf und wurde dort Co-Trainer von Thomas Letsch. Nach der Saison 2018/19 verließ er die Wiener.
Im Jänner 2020 wurde er Sportkoordinator beim Wolfsberger AC. Im März 2021 übernahm er interimistisch das Cheftraineramt bei den Wolfsbergern. Nach der Saison 2020/21 wurde er von Robin Dutt abgelöst.